# Leopoldstadt
Leopoldstadt est le deuxième arrondissement de Vienne.

## Géographie
L'arrondissement tient son nom de la localité de Leopoldstadt, une ancienne commune indépendante devenue un quartier de Vienne.
Leopoldstadt se situe entre le Danube et le canal du Danube, le Prater occupe une partie majeure de l'arrondissement. L'arrondissement a été créé à partir des localités de Leopoldstadt, Jägerzeile et Zwischenbrücken (qui en partie se situe aujourd'hui dans l'arrondissement de Brigittenau). Il existe également des quartiers traditionnels à caractère propre, dont le quartier des Carmelites, le quartier Stuwer ou le Pratercottage.

## Histoire
La région de Leopoldstadt n'est habitée que tardivement, la partie majeure du territoire étant une forêt marécageuse traversée par le Danube. Le peuplement commence vers 1450 au lieu-dit Untere Werd Les habitations s'étendent au nord et en 1614, les frères hospitaliers y fondent un monastère rattaché à un hôpital. Les Carmélites arrivent en 1623.
En 1569, l'empereur Maximilien II désigne des territoires au sud de la Praterstrasse, appelée Jägerzeile à l'époque, comme territoire de chasse pour sa cour, car ils se trouvaient en route directe pour le Prater, qui était à l'époque un domaine de chasse impérial. C'est ainsi que se développe la banlieue de Jägerzeile.
En 1625, un ghetto est créé à l'« Untere Werd » pour débarrasser l'Innere Stadt des Juifs. Néanmoins, ils ne restent pas longtemps, Léopold Ier les chasse dans les années 1669-1670. Ceci n'empêche guère les Juifs de s'installer à nouveau, malgré plusieurs répressions. C'est ainsi que le territoire obtient son surnom d'« île de Matza », les boulangers fabriquant ce pain dans toute la région pour les jours de fête. Encore au XXe siècle jusqu'au holocauste, les habitants juifs sont nombreux dans le IIe arrondissement. La frontière établie par le monastère des Carmelites est encore visible aujourd'hui, il y reste une partie des murs historiques entre la Karmelitergasse et la Tandelmarktgasse.

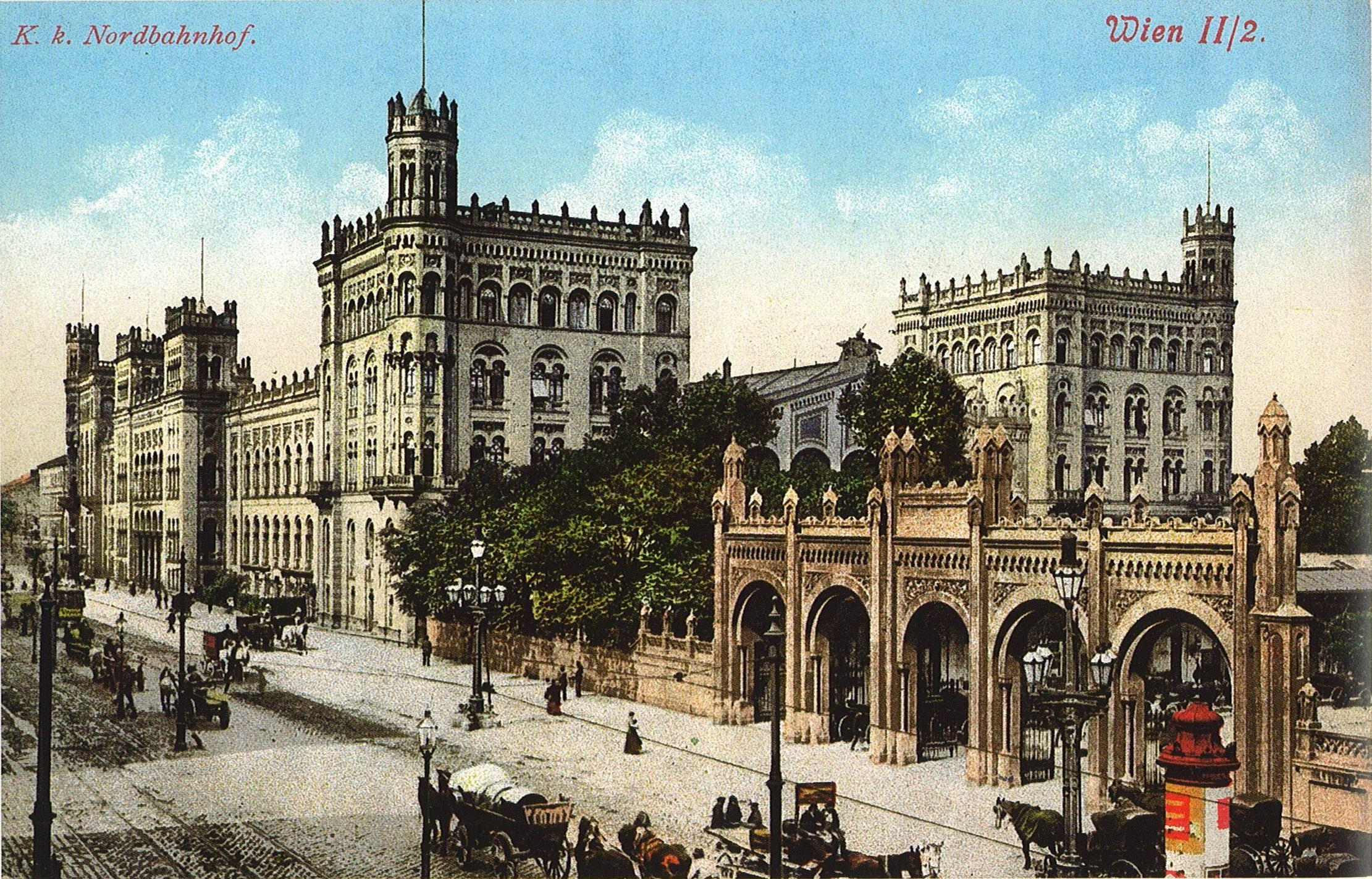
La gare du Nord historique en 1900.

En 1670, la synagogue, construite quelques années auparavant, est démolie sur l'ordre de Léopold Ier qui y fait ériger une nouvelle église et c'est depuis cette époque que la région prend le nom de Leopoldstadt. Cette partie précise de Leopoldstadt est appelée aujourd'hui le quartier des Carmelites avec son centre, le marché des Carmelites.
En 1766, Joseph II ouvre le Prater au public, en 1775 le Parc Augarten avec son Josefsstöckel ouvre ses portes. En 1839, la gare du Nord est construite près du Praterstern en raison de la nouvelle ligne de chemin de fer Floridsdorf-Wagram inaugurée en 1837. Cette première ligne à locomotive à vapeur de la monarchie danubienne relie Vienne aux quartiers industriels en Moravie et Silésie.
En 1850, Leopoldstadt, Jägerzeile, le Prater et quelques autres communes sont annexés par Vienne pour former le IIe arrondissement sous le nom de Leopoldstadt. La synagogue de la Tempelgasse ouvre ses portes en 1858. Après la régulation du Danube dans les années 1870-1875, plusieurs entreprises industrielles s'établissent au bord du Danube près du Stromhafen. Dans le cadre des transformations du bord du Danube, l'Erzherzog Karl-Platz est créé, qui s'appelle depuis 1956 Mexikoplatz. En 1873, l'exposition universelle a lieu au Prater, le bâtiment central, la rotonde, est détruit en 1937. En 1897, la Grande Roue de Vienne est ouverte au public, le manège devient un des symboles de Leopoldstadt et de la ville entière.
Leopoldstadt évolue pour devenir l'arrondissement avec la plus forte densité de la population. Ainsi, en 1900, la partie nord est séparée pour créer le XXe arrondissement, Brigittenau. Dans les années 1928-1930 le stade du Prater est construit avec une capacité, à l'époque, de 92 000 spectateurs.
En 1938, l'arrondissement perd le quartier de Kaisermühlen qui se situe depuis la régulation du Danube à la rive gauche et qui est annexé au XXIe (aujourd'hui XXIIe) arrondissement. La terreur utilisée contre la population juive en 1938 a de fortes conséquences démographiques. En avril 1945, l'armée rouge chasse les derniers national-socialistes et l'arrondissement est sous domination soviétique jusqu'en 1955.

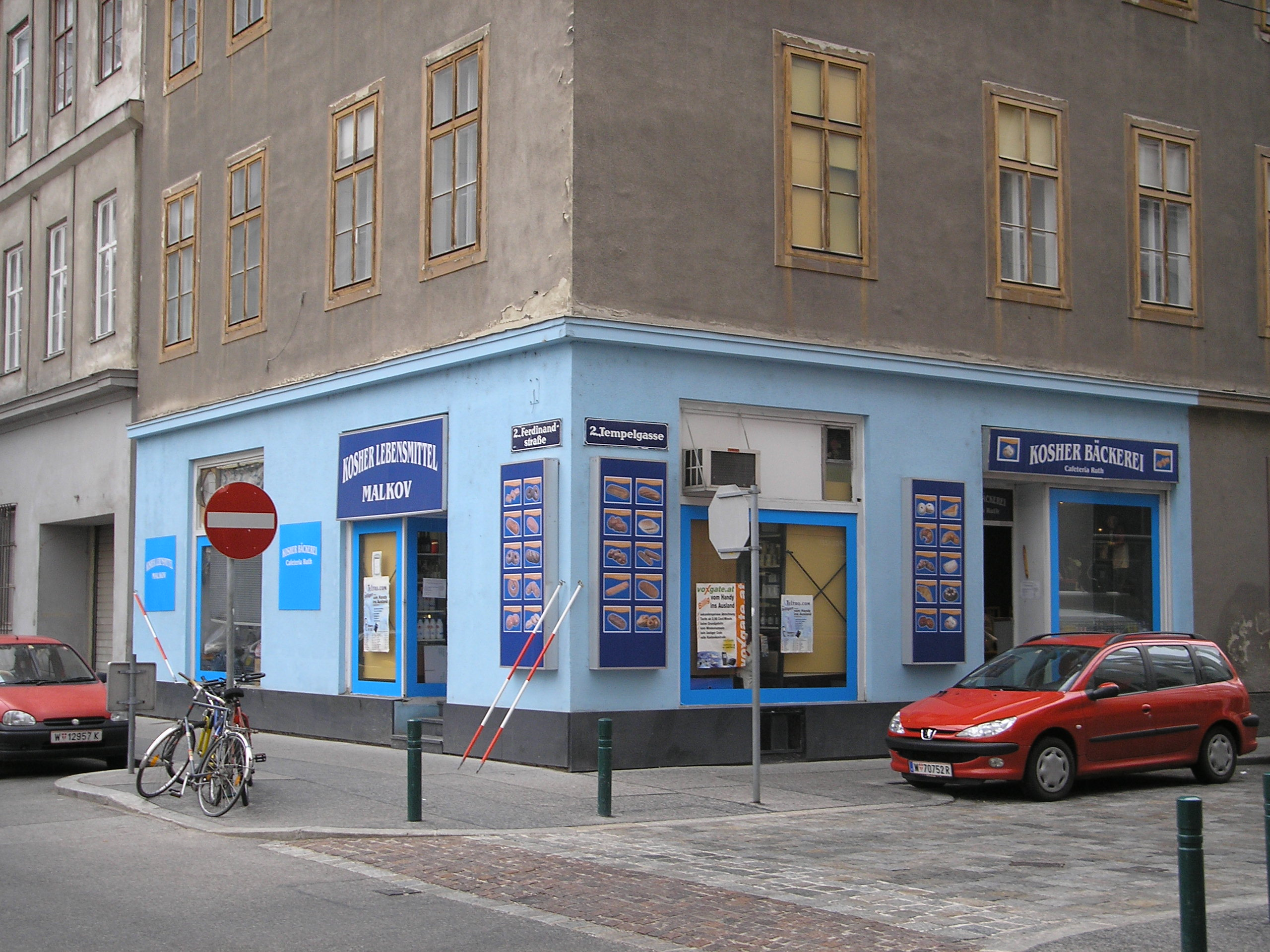
Un magasin cacher témoigne de la population juive qui habite depuis des siècles le IIe arrondissement.

Dans les années après la Seconde Guerre mondiale, le IIe arrondissement assume son rôle de contraste au centre-ville plus distingué. La plupart des habitants de Leopoldstadt appartiennent à la classe moyenne, le taux d'immigrants est assez élevé. À partir des années 1990, on assiste également à une immigration juive, surtout en provenance des anciens États de l'Union soviétique.
Depuis 1962, le Praterstern est le centre des transports de l'arrondissement avec une station importante sur la ligne de Wien-Meidling — Wien-Floridsdorf. En 1979, le métro arrive à Leopoldstadt. En 1976, l'effondrement de la Reichsbrücke ainsi que la reconstruction accélèrent le projet de la prolongation de l'U1 qui est réalisé en 1981-1982. Jusqu'au championnat d'Europe de football 2008, la ligne U2 sera prolongée du Schottenring jusqu'au stade, en 2010-2011 jusqu'à Aspern (XXIIe arrondissement).
En 2004 un investissement de 190 millions d'euros permet de construire la nouvelle foire de Vienne (« Messe Wien »). Le territoire de la gare du Nord est réduit car l'ÖBB n'utilise guère encore cette gare de marchandises.
À cause de l'offensive de Vienne en 1945, il n'existe que peu de bâtiments historiques et le long du canal du Danube on retrouve surtout des constructions très modernes et spectaculaires comme la maison IBM, le « Mediatower » ou encore le « Uniqatower ».
En 2001, le tribunal de l'arrondissement de Leopoldstadt est refondé, ses compétences englobent le XXe arrondissement de Brigittenau.

## Démographie

### Évolution démographique
En 1869, l'arrondissement de Leopoldstadt compte 68.442 habitants. Les développements de nouvelles zones résidentielles fait doubler la population qui atteint 162 442 habitants en 1910. Le nombre d'habitants pouvait être doublé jusqu'en 1910 par le développement de nouvelles zones résidentielles, à plus que sur 162 442 personnes. Après l'effondrement de l'Autriche-Hongrie, le nombre d'habitants baisse d'environ 11 %, une baisse qui se prolonge de façon continue. Dans les années 1930 et 1940, la population juive chassée ou assassinée fait encore chuter le nombre d'habitants. Après la Seconde Guerre mondiale, la baisse continue, cependant moins accentuée comparée à d'autres arrondissements. En 2001, Vienne enregistre une hausse de la population, et Leopoldstadt compte 95 238 habitants au début de 2007.

### Sociologie
Les taux de population à Leopoldstadt sont comparables à la moyenne viennoise en général. 14,1 % de la population sont des enfants en dessous de 15 ans (Vienne : 14,7 %), 64,4 % de la population se situent entre 15 et 59 ans (Vienne : 63,6 %). 21,5 % des habitants sont âgés de plus de 60 ans (Vienne : 21,7 %). 48,7 % des habitants de Leopoldstadt sont des hommes, les femmes arrivent à 51,3 %. Le taux de mariage de Leopoldstadt est avec 39,2 % en dessous de la moyenne de Vienne (41,2 %).
En 2005, 26,5 % des habitants de Leopoldstadt sont de nationalité étrangère (Vienne : 18,7 %), une hausse légère comparée à 2001 (24,7 %) qui se fait également remarquer dans le Land entier. Avec 7,1 %, des immigrants de Serbie et Monténégro occupent la première place en 2005. Les autres étrangers de l'arrondissement sont de nationalité turque (3,1 %), allemande (1,5 %), polonaise (1,8 %), croate (1,2 %) et bosniaque (1,2 %). En 2001, 32,6 % des habitants de Leopoldstadt ne sont pas nés en Autriche. Ainsi, 9,6 % de la population indiquent comme langue maternelle la langue serbe, 5,8 % la langue turque et 3,0 % la langue croate.

### Religion
À cause du taux important d'habitants étrangers, les confessions indiquées dévient fortement de Vienne. En 2001, 42,3 % des habitants sont de confession catholique romaine (Vienne : 49,2 %), 9,4 % pratiquent l'islam, 8,7 % sont de confession orthodoxe et 4,7 % font partie des évangéliques. Avec un taux de 3,1 %, les Juifs de Leopoldstadt atteignent le taux le plus important des arrondissements de Vienne. 24,1 % ne font pas partie d'une communauté religieuse, 8,8 % sont sans confession ou autre.

## Politique
| Bezirksvorsteher depuis 1945 | Années          |
| ---------------------------- | --------------- |
| Hermann Nieser (SPÖ)         | IV/1945-V/1945  |
| Heinrich Hackenberg (SPÖ)    | V/1945-VII/1945 |
| Josef Vunetich (SPÖ)         | VII/1945-1946   |
| Emil Mayer (SPÖ)             | 1946-1949       |
| Hubert Hladej (SPÖ)          | 1949-1977       |
| Rudolf Bednar (SPÖ)          | 1977-1984       |
| Heinz Weißmann (SPÖ)         | 1984-1999       |
| Gerhard Kubik (SPÖ)          | 1999-           |

Depuis des décennies, la politique de Leopoldstadt est dominée par le SPÖ. Jusque dans les années 1990, le parti réussit toujours à avoir la majorité absolue. La montée du FPÖ dans les années 1990 a cependant conduit à une baisse pour le SPÖ. En 1996, le FPÖ atteint son sommet avec 29,51 % des voix, le SPÖ tombe en dessous des 40 %. Le ÖVP, traditionnellement en position faible à Leopoldstadt, n'atteint que les 13,54 %. Lors des élections de 2001, on assiste à une tendance inverse. Le SPÖ profite des pertes du FPÖ pour atteindre les 46,66 % tandis que le FPÖ de son côté doit assumer une perte de presque 10 % et n'arrive qu'à 19,81 % des voix. Le ÖVP n'enregistre qu'une hausse légère avec 13,90 %, les Verts de l'autre côté en profitent pour atteindre les 15,51 %. Les Verts profitent également du déclin du Forum libéral qui n'a qu'un seul mandat. Lors des élections du 25 octobre 2005, les Verts se positionnent en seconde place. Le FPÖ subit des pertes considérables, le FL perd son mandat. En revanche, le KPÖ arrive à obtenir un mandat, tout comme dans l'arrondissement voisin de la Landstrasse.

## Armoiries

Blason de Leopoldstadt.

Le blason de Leopoldstadt se compose des blasons des anciennes communes indépendantes qui forment l'arrondissement.
À gauche se trouve saint Léopold qui symbolise Leopoldstadt. Il est vêtu d'un habit bleu d'un manteau en fourrure d'hermine. Il porte le chapeau des ducs d'Autriche. À la main gauche, il tient le drapeau de la Basse-Autriche, à la main droite un modèle d'église qui symbolise le patronage sur la paroisse de Leopoldstadt.
À droite on retrouve le symbole de Jägerzeile qui montre le cerf Hubertus sur un pré vert. Il porte un bois doré duquel émerge une croix au milieu. Image de la chasse, le cerf symbolise le domaine de chasse royale qui se situait ici.
En bas se situe le symbole de Zwischenbrücken qui montre une langue rouge sur fond argent, entourée d'une auréole décorée de cinq étoiles. Il s'agit du symbole de saint Jean Népomucène, saint patron des ponts, qui désigne le territoire « entre les ponts » du Danube.

## Économie et infrastructure
Le port du Danube se situe à l'extrémité sud-est de Leopoldstadt avec un échange de marchandises via camion, wagon et bateau. Entre le Danube et le Prater se trouve la foire de Vienne qui organise des foires à la fois plus techniques mais également des foires destinées au grand public (voyages, voitures, habitat, médias).

### Transport
Le centre des transports urbains est le Praterstern, cinq routes principales partent de ce carrefour giratoire. La place a la forme d'une étoile, d'où son nom de « Praterstern » (« étoile du Prater »). S'y trouve également une gare importante du transport en commun. Jadis se trouvait ici la gare du Nord, la gare la plus importante de la monarchie. Le chemin de fer ainsi que l'S-Bahn traverse le IIe arrondissement en direction nord et se dirige vers le IIIe arrondissement après le Praterstern. La ligne de chemins de fer du bord du Danube (« Donauuferbahn ») circule le long du Danube jusqu'au port de Freudenau. La ligne de chemins de fer est-autrichienne (« Österreichische Ostbahn ») traverse Leopoldstadt à la hauteur du Prater.
Les grandes voies viennoises traversent le IIe arrondissement en angle droit : Praterstrasse — Praterstern — Lasallestrasse — Reichsbrücke en direction de Deutsch-Wagram ainsi que la tangente sud-est de Vienne qui fait partie de l'autoroute A23. La ligne de métro U1 traverse également l'arrondissement.
Jusqu'au championnat d'Europe de football 2008, la ligne U2 sera prolongée du Schottenring jusqu'au stade, en 2010-2011 jusqu'à Aspern (XXIIe arrondissement).

## Tourisme et culture

### Monuments et places historiques

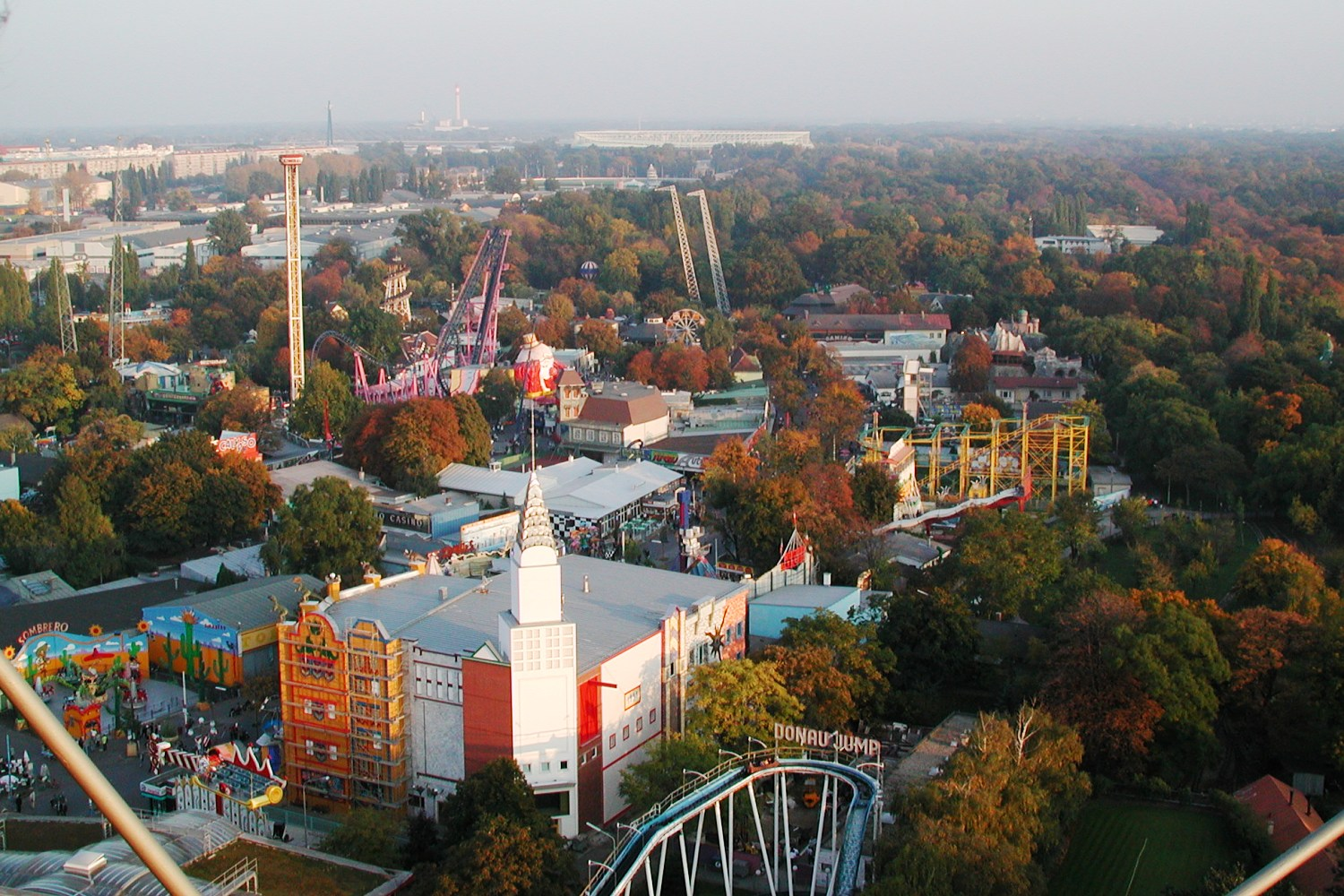
Vue sur le Prater depuis la Grande Roue.

Le IIe arrondissement de Vienne est dominé par l'attraction du Prater dont il faut signaler la Grande Roue célèbre ainsi que le Lusthaus, un rendez-vous pour la noblesse du XIXe siècle. La Liliputbahn permet de visiter tout le domaine de manière confortable. Le Prater possède également un planétarium.
Le second grand espace vert de Leopoldstadt est le parc Augarten où l'on trouve la manufacture de porcelaine et où se situe également l'internat du chœur de garçons de Vienne. Le parc Augarten héberge également un atelier ainsi que le musée Gustinus Ambrosi. Le pont Augarten (de) relie le IIe au IXe arrondissement.
À côté d'un marché pour des produits agricoles, se trouve également le monument de Tegetthoff.
Parmi les églises de Leopoldstadt citons :
- l'église Saint-François-d'Assise ;
- L'église paroissiale de Léopold ;
- L'église Saint- Joseph ou église des Carmélites ;
- L'église Johann-Nepomuk ;

### Musées
Le musée de l'arrondissement est surtout consacré aux arts avec une priorité donnée au théâtre de Leopoldstadt, au Carltheater, au Prater et au ghetto juif. Le Museum für Unterhaltungskunst raconte l'histoire des clowns, des artistes et du cirque. Le Museum des Blindenwesens montre l'évolution de l'éducation des gens aveugles en mettant un accent particulier sur l'écriture de Braille. Le Wiener Kriminalmuseum, lié au Museum der Bundespolizeidirektion Wien, montre à ses visiteurs une histoire du système justicier et policier du Moyen Âge à nos jours.
Deux musées importants de Vienne disposent de filiales à Leopoldstadt. Le Wien Museum s'occupe également du Pratermuseum au Prater et organise des visites de l'appartement de Johann Strauss (fils). L'Österreichische Galerie Belvedere possède l'Augarten Contemporary (art contemporain) ainsi que le musée Gustinus Ambrosi. La manufacture de porcelaine de l'Augarten organise régulièrement des expositions pour présenter ses œuvres.

### Sport
Le stade Ernst Happel se situe au Prater et fut le lieu de la finale du championnat d'Europe de football 2008, ainsi que le Vélodrôme Dusika et la Piscine du stade qui est également le lieu de rencontres internationales. Le sport équestre a une longue tradition à Leopoldstadt, dont témoignent la Trabrennbahn Krieau et la Galopprennbahn Freudenau. Il y a également un club de golf et la Marina Wien se situe entre Praterbrücke et Reichsbrücke.

### Postérité culturelle
La pièce de théâtre de Tom Stoppard, Leopoldstadt, sur l'histoire d'une famille juive à Vienne au XXe siècle, est récompensée aux Tony Awards en 2023.

## Personnalités de Leopoldstadt

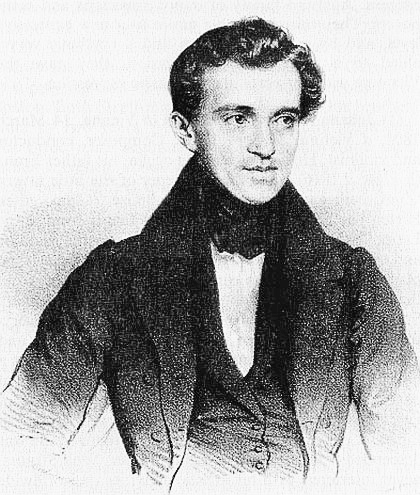
Johann Strauss (père) (1804-1849), compositeur autrichien célèbre pour sa Marche de Radetzky.

- Alfred Bader
- Basilio Calafati
- Carl Djerassi
- Bernd Fasching
- Sigmund Freud
- Viktor Frankl
- Theodor Herzl
- Lise Meitner
- Johann Nestroy
- Jura Soyfer
- Ursula Stenzel
- Johann Strauss (fils)
- Johann Strauss (père)
- Billy Wilder

## Sources
- (de) Cet article est partiellement ou en totalité issu de l’article de Wikipédia en allemand intitulé « Leopoldstadt » (voir la liste des auteurs).
- (de) Christine Klusacek et Kurt Wimmer, Leopoldstadt. Eine Insel mitten in der Stadt, Mohl, Vienne, 1978.

### Sites internet
- (de) Leopoldstadt dans le lexique autrichien Aeiou
- (de) Siglinde Bolbecher, Die Leopoldstadt